# نیروی هوایی یونان
مأموریت نیروی هوایی یونان نگهبانی از حریم هوایی یونان و پشتیبانی از نیروی زمینی و نیروی دریایی یونان و همچنین انجام کمک‌های انسان‌دوستانه به یونان و دیگر کشورهای جهان است. نیروی هوایی یونان شامل ۳۳۰۰۰ نیروی فعال می‌شود که از این تعداد ۱۱۷۵۰ تن افسر کادر، ۱۴۰۰۰ تن سرباز حرفه‌ای، ۷۲۵۰ تن سرباز داوطلب و ۱۱۰۰ زن در سمت‌های گوناگون می‌شود. در دوران رژیم پادشاهی از سال ۱۹۷۳–۱۹۳۵ این نیرو با نام نیروی هوایی شاهنشاهی یونان شناخته می‌شد. شعار نیروی هوایی یونان این عبارت باستانی یونانی است: «همیشه بر بلندی‌ها مسلط باش.» نیروی هوایی یونان یکی از سه شاخهٔ نیروهای مسلح یونان است.

## تاریخچه

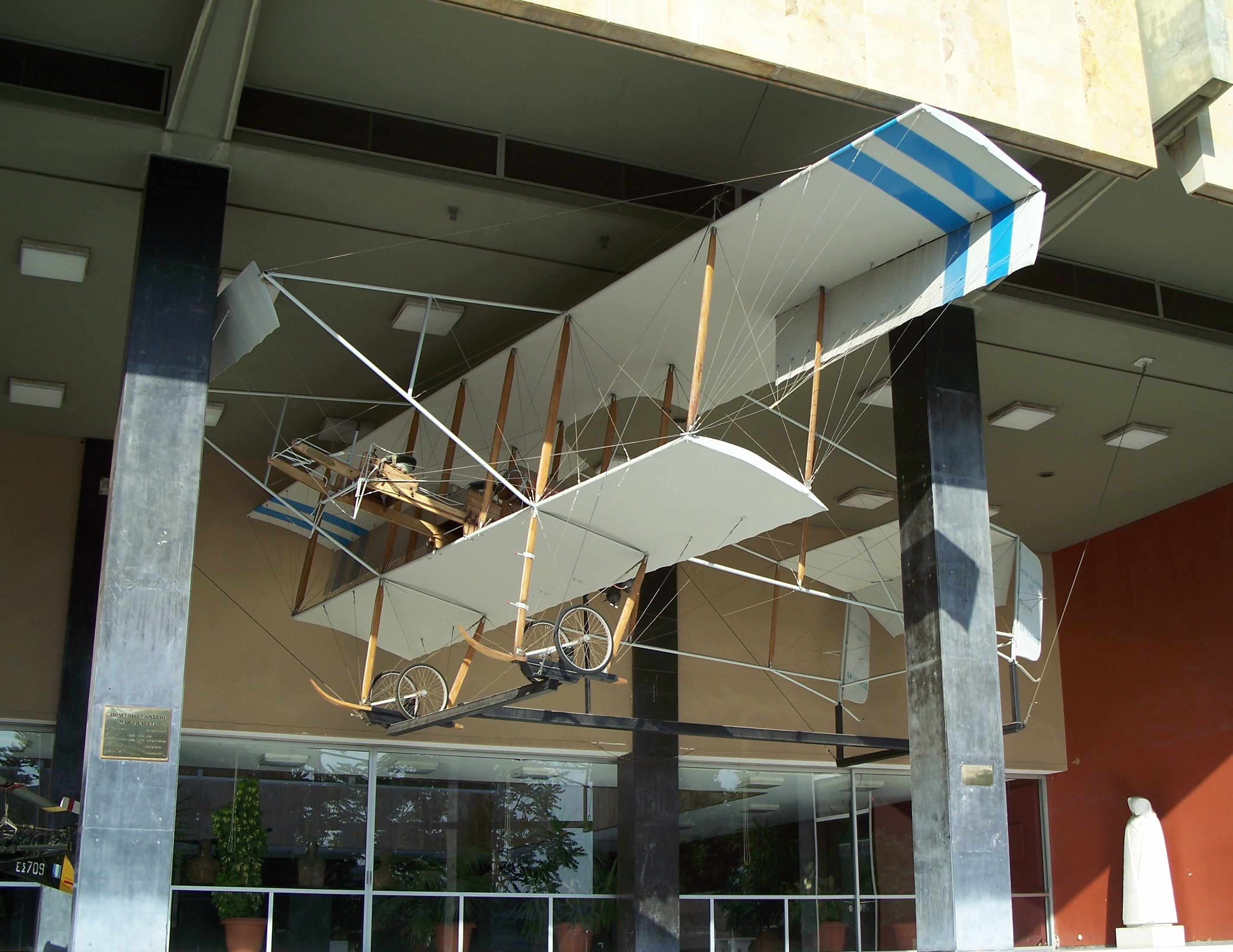
هانری فارمن نخستین هواپیمای نیروی هوایی یونان که در جنگ‌های بالکان و جنگ جهانی یکم از آن بهره‌برداری شد.

### بنیانگذاری
در سال ۱۹۱۱ دولت یونان متخصصان فرانسوی را برای برپایی خدمات هوانوردی یونان به کار گمارد. شش افسر یونانی برای آموزش به فرانسه فرستاده شدند و چهار فروند هواپیمای فارمن سفارش داده شد. هر شش افسر از مدرسهٔ فارمن در اتان نزدیک پاریس فارغ‌التحصیل شدند، ولی چهار نفر آنان کار خود را در هوانوردی ادامه دادند. نخستین هوانورد غیرنظامی یونان امانوئل آرگیروپولوس بود که با هواپیمای نیوپر ۴ در تاریخ ۸ فوریه ۱۹۱۲ پرواز کرد. نخستین پرواز نظامی در تاریخ ۱۳ می ۱۹۱۲ به وسیلهٔ ستوان دیمیتریوس کامبروس انجام شد. در ماه ژوئن کامبروس با یک هواپیمای ددالوس پرواز کرد و رکورد سرعت میانگین ۱۱۰ کیلومتر در ساعت را از خود بر جای گذاشت. در سپتامبر همان سال ارتش یونان نخستین اسکادران خود را تشکیل داد.

### جنگ‌های بالکانو پیامدهای آن
در تاریخ ۵ اکتبر ۱۹۱۲ کامبروس نخستین مأموریت جنگی خود را که پرواز بر فراز تسالی بود انجام داد. این نخستین روز از جنگ‌های بالکان بود و در همان روز مزدوران آلمانی که در خدمت عثمانی بودند مأموریت مشابهی را در تراس علیه بلغارها انجام دادند. در واقع همهٔ کشورهای بالکان از هواپیمای نظامی و مزدوران خارجی در این جنگها بهره می‌بردند.
در آغاز نیروی زمینی و نیروی دریایی یونان یگان‌های هوانوردی جدا از هم داشتند. در خلال جنگ‌های بالکان انواع هواپیماهای هانری و موریس فارمن به کار برده شد. هوانوردی دریایی رسماً در در سال ۱۹۱۴ بنیان گذاشته شد.

### جنگ جهانی یکمتا اواخر دههُ ۱۹۳۰
یگان‌های هوایی یونان در جنگ جهانی یکم و نبرد آسیای صغیر شرکت کردند و از انواع هواپیماهای فرانسوی و انگلیسی بهره بردند.
در سال ۱۹۳۰ وزارت هوانوردی بنیان گذاشته شد و نیروی هوایی به عنوان شاخهٔ سوم نیروهای مسلح برپا گردید. خدمات هوایی نیروی زمینی و خدمات هوایی نیروی دریایی یونان با هم یکی شده و نیروی دریایی یونان را تشکیل دادند. در سال ۱۹۳۱ آکادمی نیروی هوایی یونان تأسیس شد. در سال ۱۹۳۹ بیست و چهار فروند جنگندهٔ مارسل بلوش ام بی. ۱۵۱ سفارش داده شد، ولی فقط ۹ فروند آن را یونان دریافت کرد، زیرا آغاز جنگ جهانی دوم فرانسوی‌ها را از تحویل باقی‌ماندهُ سفارش‌ها بازداشت.

### جنگ جهانی دوم و جنگ داخلی

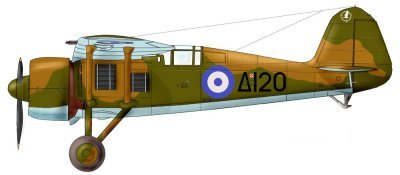
پی زدال پی.۲۴, جنگندهُ اصلی یونان در جنگ ایتالیا و یونان.

در خلال جنگ جهانی دوم گرچه تعداد هواپیماهای یونان بسیار کمتر از هواپیماهای ایتالیا بود، ۷۹ فروند در برابر ۳۸۰ فروند، ولی نیروی هوایی پادشاهی یونان با موفقیت توانست در برابر تهاجم سال ۱۹۴۰ ایتالیا مقاومت کند. در خلال جنگ یونان و ایتالیا نیروی هوایی یونان دست کم ۶۴ هواپیمای دشمن را سرنگون نمود. در آوریل ۱۹۴۱ ارتش آلمان یونان را اشغال کرد تا به متحد ایتالیایی خود کمک کند. نیروی هوایی آلمان تقریباً کل نیروی هوایی یونان را نابود. کرد. چند فروند هواپیمای یونانی موفق شدند به خاورمیانه فرار کنند. تکخال خلبانان نیروی هوایی یونان آندرئاس آنتونیو با دست کم ۵ پیروزی هوایی بود.
هوانوردان یونان به وسیلهٔ وزارت هوانوردی یونان مستقر در قاهرهٔ مصر بازسازی شد. سه اسکادران تشکیل شد که زیر فرماندهی نیروی هوایی بریتانیا بودند. این اسکادران‌ها شامل بمب‌افکن‌های سبک آورو آنسن، بریستول بلنهایم، مارتین بالتیمور و جنگنده‌های هاوکرهاریکین ۱ و ۲ و اسپیتفایر ۵ بودند. اسکادران‌های یونانی در خاورمیانه ماموریت‌های گوناگونی از قبیل گشت کاروان‌های نظامی، جستجوی زیردریایی، گشت تهاجمی، شناسایی و رهگیری هواپیماهای دشمن انجام می‌دادند. در تابستان ۱۹۴۳ اسکادران‌های یونانی در حمله به نیروهای آلمانی در جزیرهُ کرت شرکت کردند. از می تا نوامبر ۱۹۴۴ اسکادران‌های یونانی به انجام عملیات در ایتالیا پرداختند و موفقیت‌های بسیاری نیز به دست آوردند. دو تن از خلبانان موفق این دوره خلبانان اسپیتفایر تسوتسوس و سوفریلاس بودند که چند فروند بمب فکن یونکرس آلمانی را سرنگون نمودند.
در خلال جنگ جهانی دوم خلبانان یونانی که در نیروی هوایی بریتانیا پرواز می‌کردند پیروزی‌های بسیاری به دست آوردند. جان اگوراستوس پلاگیس ۱۷ هواپیمای دشمن را بر فراز مالت و اروپای غربی سرنگون کرد. واسیلیوس میخاییل واسیلیادیس پیش از این که در تاریخ ۱۵ مارس ۱۹۴۵ بر فراز آلمان کشته شود دست کم ۱۱ هواپیمای دشمن را بر فراز اروپای غربی سرنگون نمود. استیو پیسانوس که در سال ۱۹۳۸ به ایالات متحدهٔ آمریکا مهاجرت کرده بود به عنوان داوطلب آمریکایی به نیروی هوایی بریتانیا پیوست و در نبردهای اروپای غربی شرکت نمود. او بعداً به نیروی هوایی ایالات متحده پیوست و به عنوان خلبان نیروی هوایی آمریکا توانست ۱۰ پیروزی هوایی در سال ۱۹۴۴ به دست آورد.
پس از آزادسازی یونان در سال ۱۹۴۴ نیروی هوایی یونان به این کشور بازگشت و بعداً نقش تعیین کننده‌ای در جنگ داخلی یونان ایفا نمود. جنگ داخلی یونان تا سال ۱۹۴۹ به درازا کشید و هواپیماهایی که در این جنگ شرکت داشتند عبارت بودند از جنگنده‌های اسپیتفایر ام کی۹، اسپیتفایر ام کی۱۶ و بمب افکن کرتیس هلدایور.

### توسعه پس از جنگ

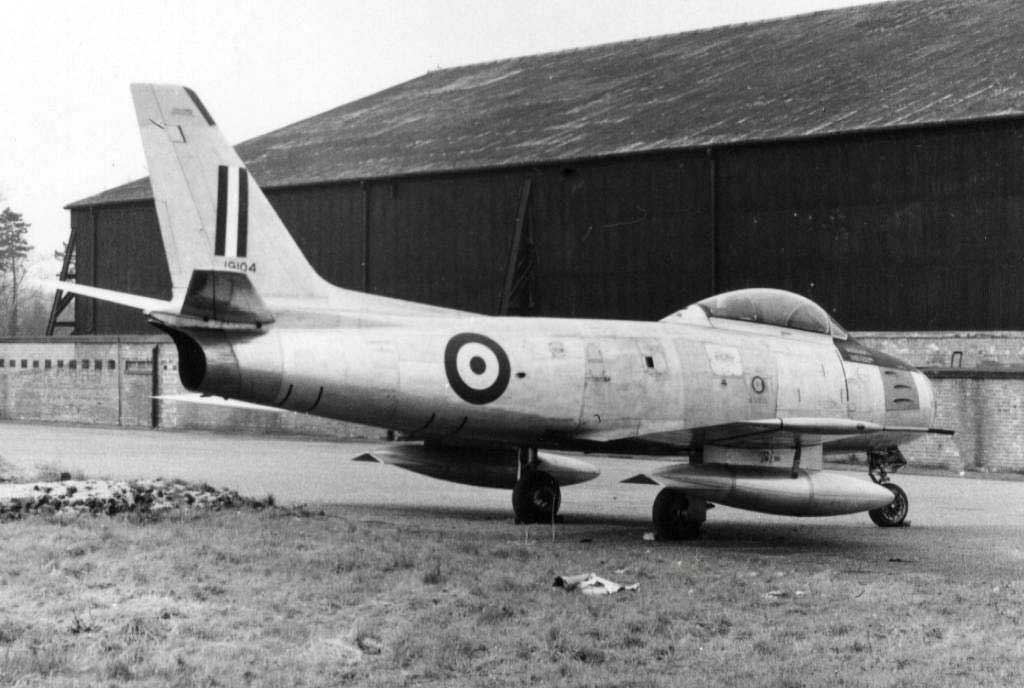
کنادر سیبر ۲ در سال ۱۹۵۵.

پس از پایان جنگ داخلی یونان برای کمک به سازمان ملل در نوامبر ۱۹۵۰ یونان هفت فروند هواپیمای سی-۴۷ داکوتا به کرهٔ جنوبی فرستاد. هواپیماهای یونانی تا می ۱۹۵۵ در کره فعال بودند. خلبانان یونانی هزاران مأموریت جنگی مانند جابه جایی پرسنل، زندانیان جنگی و کالا، پرتاب ملزومات و مهمات و جمع‌آوری اطلاعات انجام می‌دادند.
در سال ۱۹۵۲ یونان به عضویت ناتو درآمد و نیروی هوایی این کشور طبق استانداردهای ناتو به کمک آمریکا بازسازی و سازماندهی شد و هواگردهای جدید از جمله جت‌ها به خدمت گرفته شد.
از جمله نخستین هواپیماهایی که پس از از عضویت در ناتو به خدمت این کشور درآمدند می‌توان جنگندهُ رهگیر اف-۸۴جی ثاندرجت را نام برد که پس از تقریباً ۲ سال در سال ۱۹۵۴ کنادر سیبر ۲ جانشین آن گردید. از جمله نخستین هواپیماهای آموزشی این دوره لاکهید تی-۳۳ بود که ورژن آرتی-۳۳ آن برای ماموریت‌های شناسایی به کار می‌رفت.
ریپابلیک اف-۸۴اف و ورژن شناسایی آن آراف-۸۴اف در سال ۱۹۵۵ به کار گرفته شد. آراف-۸۴اف از سال ۱۹۵۶ تا تاریخ ۲۹ مارس ۱۹۹۱ در خدمت نیروی هوایی یونان بود.
در اواخر دههُ ۱۹۶۰ نیروی هوایی یونان سه نوع هواپیمای جدید اف-۱۰۴جی استارفایتر، کنور اف-۱۰۲ دلتادگر و اف-۵ فریدام فایتر را به خدمت گرفت.
در میانهٔ دههٔ ۱۹۷۰ نیروی هوایی یونان به هواپیمای داسو میراژ اف۱س ژ، ای-۷ ایچ/تی ای-۷ ایچ کرسر ۲ و اف-۴ئی فانتوم ۲ مجهز شد.
همچنین در سال ۱۹۹۳ نیروی هوایی آمریکا ۶۲ فروند ای-۷ئی/تی ای-۷سی برای افزایش توانایی حملهٔ هوا به زمین یونان تحویل این کشور نمود.

### مدرنسازی

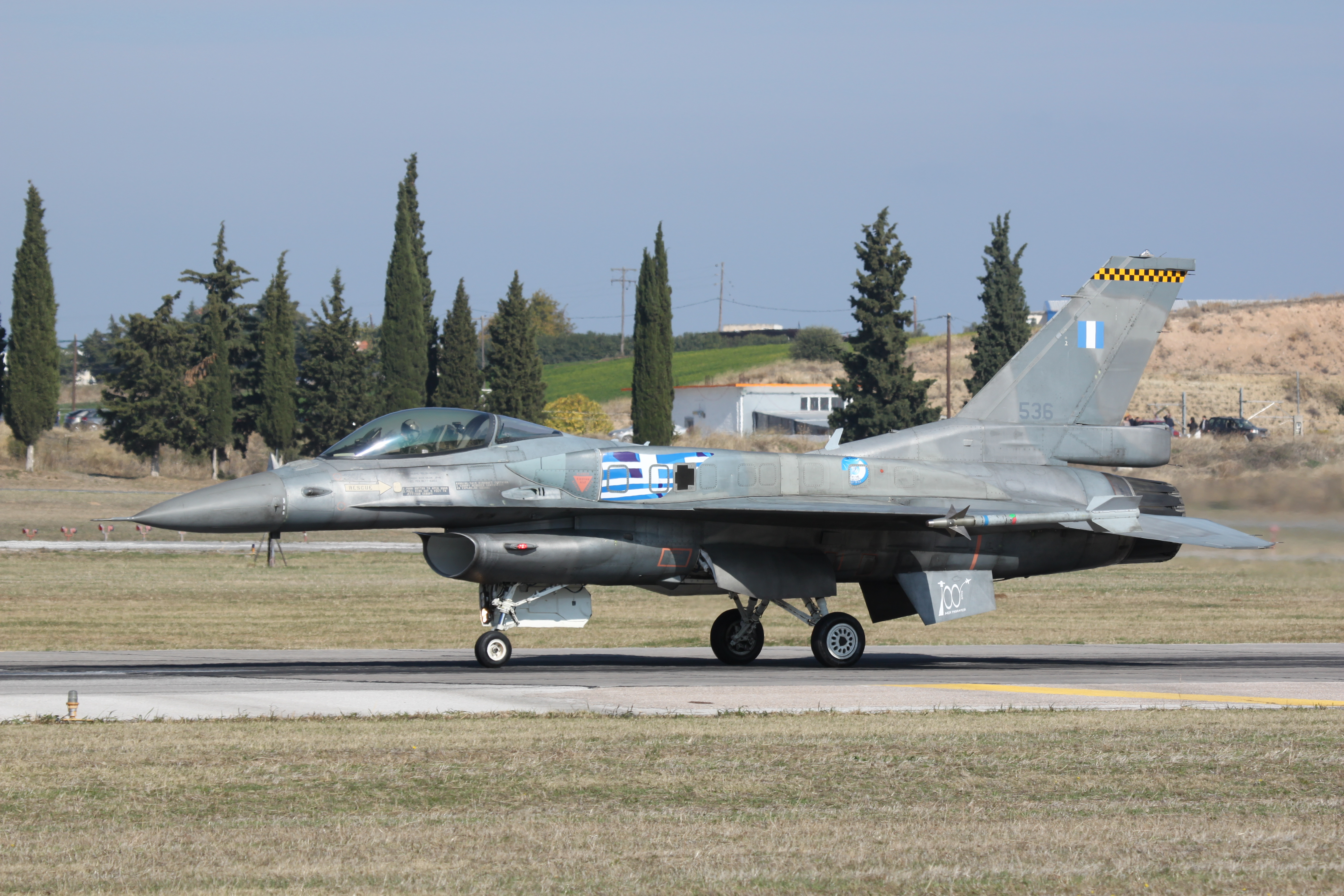
اف-۱۶سی

تا اواخر دههُ ۱۹۸۰ نیروی هوایی یونان موشک‌های نایک-هرکولس مسلح به کلاهک هسته‌ای آمریکایی را مستقر نمود. در پی تنش میان یونان و ترکیه در سال ۱۹۷۴ بر سر تهاجم ترکیه به قبرس آمریکا سلاح‌های هسته‌ای خود را از یونان و ترکیه برچید. یونان این حرکت آمریکا را اقدامی در جهت پشتیبانی از ترکیه در نظر گرفت و نیروهای خود را از ناتو بیرون کشید که این مسئله تا سال ۱۹۸۰ ادامه داشت.
در مارس ۱۹۸۵ دولت یونان خرید ۳۴ فروند اف-۱۶سی و ۶ فروند اف-۱۶دی را اعلام کرد. در همان ماه یونان ۳۶ فروند میراژ ۲۰۰۰اِژِ تک سرنشینه و ۴ فروند میراژ ۲۰۰۰ب ژ دو سرنشینه سفارش داد.
در تاریخ ۲۹ مارس ۱۹۹۱ هواپیماهای آراف-۸۴اف پس از ۳۴ سال و ۷ ماه بازنشسته شدند. در نوامبر ۱۹۹۲ آراف-۴ئی‌های بیشتری به اسکادران شناسایی تاکتیکی یونان افزوده شد.

### سدهُ ۲۱
در سال ۱۹۹۸ یونان تصمیم گرفت که با همکاری صنعت هوافضای آلمان ۳۹ فروند اف-۴ئی خود را بهینه‌سازی کند. پس از پشت سر گذاشتن مشکلات فراوان نخستین اف-۴ئی‌های بهینه‌سازی شده در دسامبر ۲۰۰۲ به پایگاه هوایی آندراویرا تحویل شدند. این اف-۴ئی‌ها مجهز به رادار ای ان/ای پی کیو-۶۵وای جی که مشابه رادار اف/ای-۱۸ هورنت بود شد بودند. همچنین مجهز به کامپیوتر کنترل مأموریت، سیستم هاد، نمایشگر چندکاربردی بوده و دارای انواع موشک‌های هوابه‌هوا و هوابه‌زمین پیشرفته از جمله‌ایم-۱۲۰آمرام، ایم-۹ام. ای اف دی اس و بمب‌های هدایت لیزری پیووی ۳٬۲٬۱ بودند. این فانتوم‌ها اف-۴ئی پیس ایکاروس ۲۰۰۰(پی آی۲۰۰۰) یا اف-۴ئی فانتوم ۲ ای یوپی نامیده می‌شدند.
با ورود به سدهٔ بیست و یکم یونان تصمیم گرفت تعداد زیادی جنگنده به عنوان جایگزین اف-۴ئی فانتوم‌های بهینه‌سازی نشده و تعدادی از ای-۷ها و میراژ اف۱س‌ژها خریداری کند.
در سال ۲۰۰۰ یونان ۶۰ فروند اف-۱۶سی/دی و ۱۵ فروند میراژ ۲۰۰۰–۵ام کا. ۲ سفارش داد. اف-۱۶های سفارش داده شده عبارت بودند از ۵۰ فروند ورژن سی تک‌سرنشینه و ده فروند ورژن دی دوسرنشینه. همچنین یونان تصمیم گرفت ده فروند از میراژ ۲۰۰۰اِژِهای خود را مطابق با استانداردهای میراژ ۲۰۰۰–۵ام کی. ۲ بهینه‌سازی کند.
در سپتامبر ۲۰۰۴ پروژه بهینه‌سازی میراژها به وسیلهٔ شرکت فرانسوی داسو و صنعت هوافضای یونان آغاز شد. ۱۵ فروند میراژ ۲۰۰۰ بهینه‌سازی شده تحویل گردید. این میراژها دارای رادار نیرومندتری بوده و تونایی حمل سلاح هوا به زمین را داشتند و همچنین دارای سیستم جدید دفاع از خود و سیستم ناوبری جدید و سیستم سوختگیری هوایی بودند.
در سال ۲۰۰۵ یونان ۳۰ فروند دیگر اف-۱۶سی/دی سفارش داد که از این تعداد ۲۰ فروند تک سرنشینه و ۱۰ فروند دوسرنشینه بودند. نخستین فروند از این هواپیماها در می ۲۰۰۹ به یونان تحویل شد.

### سیاست
در سال‌های اولیه نیروی هوایی یونان از نظر سیاسی دست‌راستی و سلطنت‌ی در نظر گرفته می‌شد و نام رسمی آن نیروی هوایی پادشاهی یونان بود، ولی معلوم شد که افسران آن بیشتر گرایش‌های چپگرایانه دارند. در خلال جنگ داخلی یونان افسران نیروی زمینی یونان افسران نیروی هوایی را متهم به چپگرایی و کمونیسم می‌کردند. در زمان رژیم سرهنگ‌ها نیروی هوایی به پادشاه کنستانتین در ضدکودتای دسامبر ۱۹۶۷ کمک کرد. این ضدکودتا شکست خورد و بسیاری از ژنرال‌های نیروی هوایی به وسیلهٔ افراد دیمیتریوس یوانیدیس شکنجه شدند. تنها افسر نیروی هوایی که نقش مهمی در رژیم دیکتاتوری داشت آنتونیوس اسکار مالیوراکیس بود. پس از این که آندرئاس پاپاندرئو و حزب جنبش سوسیالیست پان‌هلنیست(پاسوک)او در سال ۱۹۸۱ به قدرت رسید و به تسلط طولانی محافظه کاران در عرصه سیاست یونان پایان داده شد افسران نیروی هوایی نشان دادند که مشتاق‌ترین متحدان او در ارتش یونان هستند. پاپاندرئو نیز در عوض در سال ۱۹۸۴ یکی از ژنرال‌های نیروی هوایی را رئیس ستاد کل دفاع ملی یونان نمود. این برای نخستین بار بود که فردی از نیروی هوایی این پست را اشغال می‌کرد. در سال ۱۹۹۷ تخمین زده شد که بیشتر از نیمی از افسران نیروی هوایی از هواداران حزب پاسوک بودند.

## سازماندهی
نیروی هوایی یونان زیر نظر وزارت دفاع ملی یونان و مستقیماً زیر نظر ستاد کل دفاع ملی یونان قرار دارد.
وزارت دفاع ملی بر رئیس ستاد کل نیروی هوایی نظارت می‌کند و رئیس ستاد کل نیروی هوایی بر سه زیر مجموعهُ زیر:
- فرماندهی تاکتیکی نیروی هوایی (مقر: لاریسا)
- فرماندهی پشتیبانی نیروی هوایی (مقر: آتن)
- فرماندهی آموزش نیروی هوایی (مقر: آتن)

هشت تأسیسات اصلی نیروی هوایی یونان در لاریسا، نئاآنخیالوس (غرب ولوس)، الفسیس، غرب آتن، تسالونیکی، تاناگرا، شمال آتن، خلیج سودا، آراکسوس در شمال پلوپنسه و آندراویدا قرار دارند.
- عملیات نظامی زیر نظر رئیس عملیات شورای عالی نیروی هوایی قرار دارد.
- خدمات پشتیبانی به وسیلهُ ریاست پشتیبانی هواناوبری فرماندهی پشتیبانی نیروی هوایی مدیریت می‌شود.
- اسکادران‌های آموزشی و مدرسه‌های نیروی هوایی مانند آکادمی نیروی هوایی ایکاروس و مدرسه آموزش پیشرفته جنگی به وسیلهُ ریاست آموزش فرماندهی آموزش نیروی هوایی اداره می‌شود.

## پرسنل

### افسران و امیران
| درجه‌های افسری و امیری در نیروی هوایی یونان | درجه‌های افسری و امیری در نیروی هوایی یونان | درجه‌های افسری و امیری در نیروی هوایی یونان | درجه‌های افسری و امیری در نیروی هوایی یونان | درجه‌های افسری و امیری در نیروی هوایی یونان | درجه‌های افسری و امیری در نیروی هوایی یونان | درجه‌های افسری و امیری در نیروی هوایی یونان | درجه‌های افسری و امیری در نیروی هوایی یونان | درجه‌های افسری و امیری در نیروی هوایی یونان | درجه‌های افسری و امیری در نیروی هوایی یونان | درجه‌های افسری و امیری در نیروی هوایی یونان |
| کد ناتو                                    | OF-9                                       | OF-8                                       | OF-7                                       | OF-6                                       | OF-5                                       | OF-4                                       | OF-3                                       | OF-2                                       | OF-1                                       | OF-1                                       |
| ------------------------------------------ | ------------------------------------------ | ------------------------------------------ | ------------------------------------------ | ------------------------------------------ | ------------------------------------------ | ------------------------------------------ | ------------------------------------------ | ------------------------------------------ | ------------------------------------------ | ------------------------------------------ |
| پاگن                                       |                                            |                                            |                                            |                                            |                                            |                                            |                                            |                                            |                                            |                                            |
| تلفظ درجه به یونانی                        | Pterarchos                                 | Antipterarchos                             | Ypopterarchos                              | Taxiarchos                                 | Sminarchos                                 | Antisminarchos                             | Episminagos                                | Sminagos                                   | Yposminagos                                | Anthyposminagos                            |
| نام درجه با الفبای یونانی                  | Πτέραρχος                                  | Αντιπτέραρχος                              | Υποπτέραρχος                               | Ταξίαρχος                                  | Σμήναρχος                                  | Αντισμήναρχος                              | Επισμηναγός                                | Σμηναγός                                   | Υποσμηναγός                                | Ανθυποσμηναγός                             |
| معادل تقریبی درجه                          | ارتشبد                                     | سپهبد                                      | سرلشکر                                     | سرتیپ                                      | سرهنگ                                      | سرهنگ دوم                                  | سرگرد                                      | سروان                                      | ستوان یکم                                  | ستوان دوم                                  |

### سربازان و درجه داران
| پاگن                      |                |              |                        |            |                      |         |                   |                  |                 |               | بدون پاگن |
| تلفظ درجه به یونانی       | Anthypaspistis | Archisminias | Archisminias EPOP-EMTh | Episminias | Episminias EPOP-EMTh | Sminias | Sminias EPOP-EMTh | Klirotos Sminias | Yposminias EPOP | Sminitis EPOP | Sminitis  |
| نام درجه با الفبای یونانی | Ανθυπασπιστής  | Αρχισμηνίας  | Αρχισμηνίας ΕΠΟΠ-ΕΜΘ   | Επισμηνίας | Επισμηνίας ΕΠΟΠ-ΕΜΘ  | Σμηνίας | Σμηνίας ΕΠΟΠ-ΕΜΘ  | Κληρωτός Σμηνίας | Υποσμηνίας ΕΠΟΠ | Σμηνίτης ΕΠΟΠ | Σμηνίτης  |
| معادل تقریبی درجه         | ستوان سوم      | استوار       | استوار                 | استوار دوم | استوار دوم           | گروهبان | گروهبان           | گروهبان دوم      | سرجوخه          | سرباز         | سرباز     |